# Siskeburen

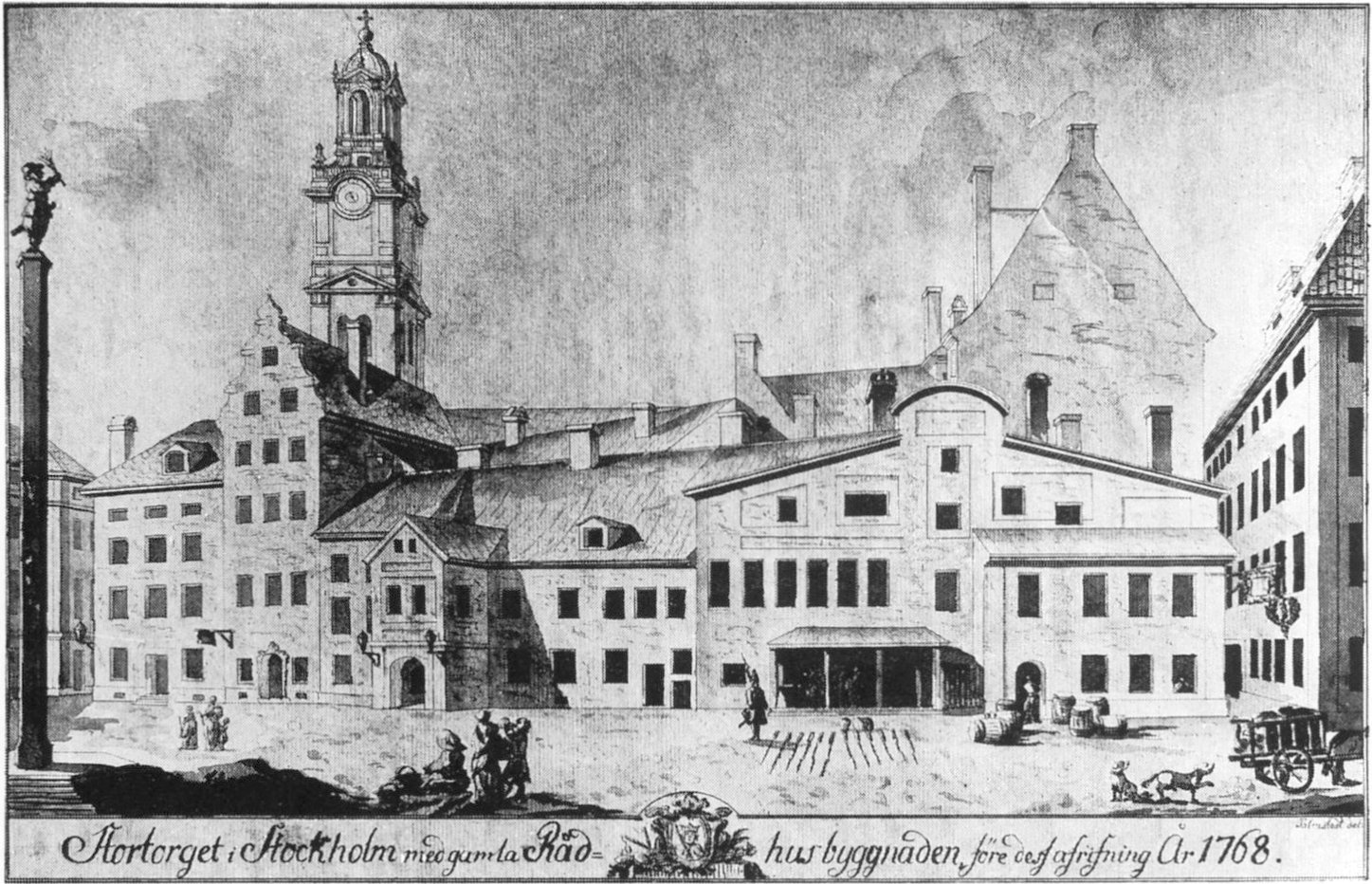
Rådstugan 1768 innan rivningen. Längst till vänster i bilden skymtar skampålen med "Koppar-Matte" som idag återfinns på Stockholms stadsmuseum.Ritning av Börshusets arkitekt Erik Palmstedt

Siskeburen var en arrestlokal på bottenvåningen i Rådstugan vid Stortorget i Stockholm. 
Siskeburen finns omnämnd sedan mitten 1400-talet i urkunder (kämnärernas räkenskaper och Stockholms stads tänkeböcker). Den användes under 1500- och 1600-talen som förvaring i väntan på rättegång. I källaren under rådhuset fanns ett annat, mycket värre utrymme: Tjuvakällaren, där fångar torterades. 
Namnet ”siskeburen” förklaras av att förvaringsutrymmet påminde om en fågelbur – grönsiskor och steglitser var vanliga burfåglar. En annan förklaring kan vara att det är en felaktig form av "cysakebur" som kan betyda acciskammare.